# Silvia Lenaerts

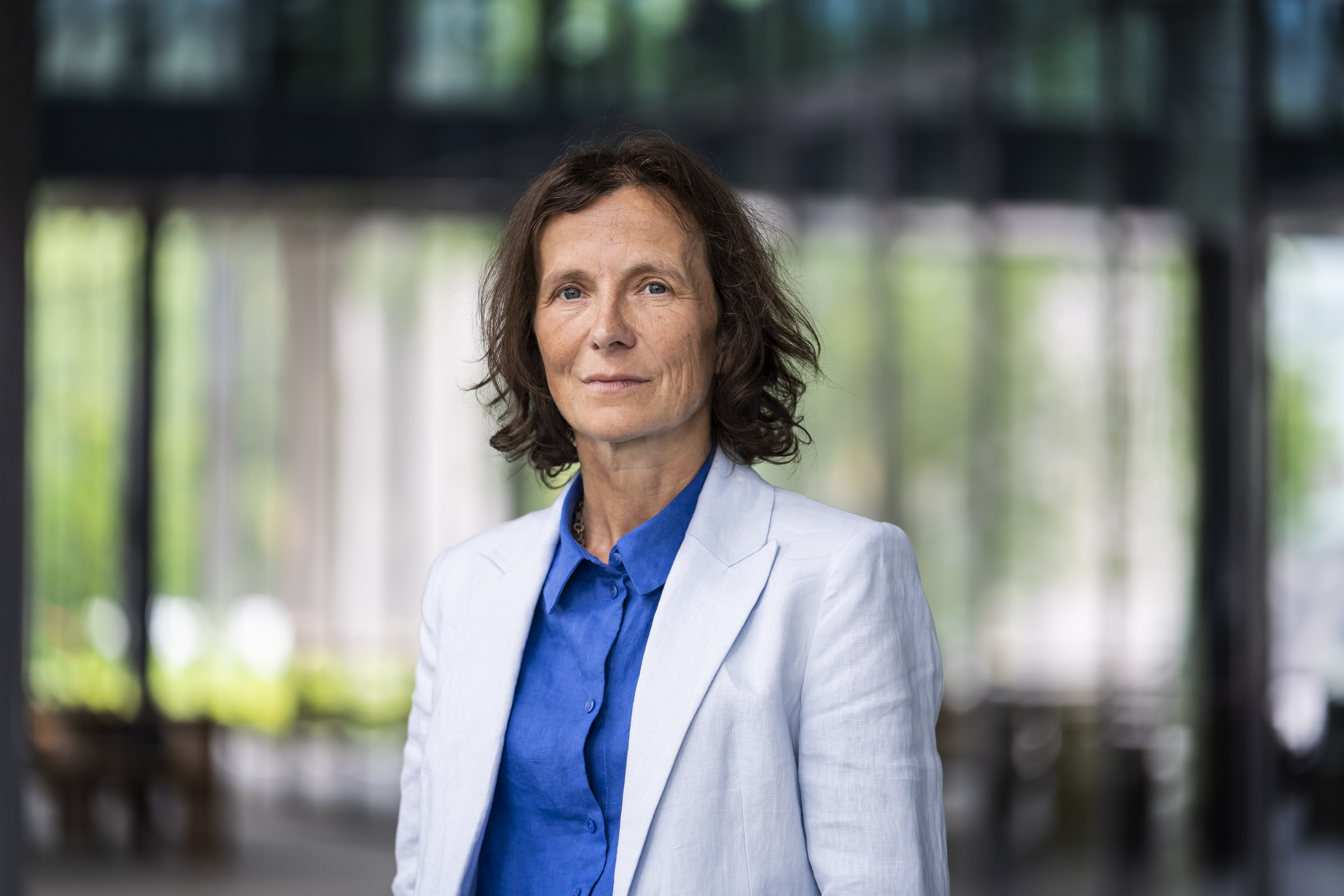
Silvia Lenaerts (2024)

Silvia Lenaerts (Bree, 1966) is een Belgisch scheikundige. Zij is sinds 11 mei 2023 rector magnificus van de Technische Universiteit Eindhoven. Hiervoor was zij de eerste vicerector valorisatie & ontwikkeling aan de Universiteit Antwerpen. Lenaerts is de eerste vrouwelijke rector van een technische universiteit in Nederland. Zij is een groot voorstander van samenwerking tussen universiteiten, overheid en bedrijfsleven bij het vinden van oplossingen voor maatschappelijke problemen.

## Opleiding en vroege carrière
Lenaerts studeerde scheikunde aan de KULeuven. Zij was de eerste scheikundige die promoveerde bij IMEC en KULeuven. IMEC is het Vlaamse onderzoekscentrum voor nano-elektronica en digitale technologie. In de jaren erna was Lenaerts betrokken bij een startup voor de ontwikkeling van gassensoren. Deze technologie werd overgenomen door Bosch.

## Universiteit Antwerpen
RIn 2007 vertrok Lenaerts naar de Universiteit Antwerpen. Daar werd ze hoofd van de door haar opgerichte onderzoeksgroep Duurzame Energie, Lucht- en Watertechnologie (DuEL). Aan diezelfde universiteit werd Lenaerts in 2016 vicerector met de portefeuille Valorisatie en Ontwikkeling. 
Lenaerts zette als vicerector in op de verbinding van de Antwerpse universiteit met het Vlaamse bedrijfsleven, de samenleving en de (Europese, federale en Vlaamse) overheid, met focus op drie domeinen: digitalisering, duurzame chemie en materialen, en infectieziekten. Ze bekleedde verschillende bestuurdersmandaten, waaronder bij Lantis (Leefbaar Antwerpen door Innovatie en Samenwerking). 

## Rector magnificus TU Eindhoven
Lenaerts is sinds 11 mei 2023 rector magnificus van de TU Eindhoven. Zij werd daarmee de eerste vrouwelijke rector van een technische universiteit in Nederland. Ook leidt ze het Future Chips flagship van de Eindhovense universiteit, gericht op halfgeleidertechnologie, in samenwerking met strategische onderzoeks- en innovatiepartners in binnen- en buitenland.
Tijdens haar vice-rectoraat in Antwerpen was Lenaerts in 2022 in opspraak gekomen vanwege het niet vermelden van haar nevenfunctie bij Lantis, in een opiniestuk in De Standaard over het Oosterweelproject en het verschijnen in een advertentie van het bedrijf Ineos. Lenaerts en haar collega Herman Van Goethem lieten in de media weten te zijn misleid bij de totstandkoming van de advertentie. Toen het Eindhovense universiteitsblad Cursor hier in 2023 over wou schrijven, voelde de redactie zich onder druk gezet en werd de hoofdredacteur uit zijn functie ontheven, waarop de redactie de Cursor-website op zwart zette.

## Werk voor Europa
Sinds 2002 werkt ze voor de Europese Commissie als expert, reviewer, als adviseur voor de kaderprogramma's en als lid van de expertgroepen van de European University Association (EUA) over onderzoeks- en innovatiestrategie, en over innovatie-ecosystemen. In 2022 is ze als bestuurslid toegetreden tot het European Institute of Innovation & Technology (EIT).